# Krystyna Dubel
Krystyna Dubel (ur. 1932, zm. 25 lutego 2015) – polska geograf, specjalistka z zakresu ochrony środowiska i planowania przestrzennego. 
Absolwentka Uniwersytetu Łódzkiego. W latach 1985–1995 pracownik naukowo-dydaktyczny Wyższej Szkoły Pedagogicznej w Opolu. Dyrektor Instytutu Ochrony i Kształtowania Środowiska, w 1990 założyciel nowego kierunku studiów - ochrona środowiska. Od 1996 roku pracownik naukowo-dydaktyczny w Katedrze Planowania Przestrzennego Wydziału Architektury Politechniki Wrocławskiej. Od 2002 profesor na Wydziale Architektury Politechniki Wrocławskiej.